# Talk of the Devil
Talk of the Devil is een Britse misdaadfilm uit 1936 onder regie van Carol Reed.

## Verhaal
De bandiet Stephen Rindlay wil een succesvolle scheepswerf stelen van een eerlijke bedrijfsleider. Hij werkt daarvoor samen met de imitator Ray Allen, die een relatie begint met de dochter van de scheepsbouwer.

## Rolverdeling
| Acteur              | Personage         |
| ------------------- | ----------------- |
| Ricardo Cortez      | Ray Allen         |
| Sally Eilers        | Ann Marlow        |
| Basil Sydney        | Stephen Rindlay   |
| Randle Ayrton       | John Findlay      |
| Frederick Culley    | Mijnheer Alderson |
| Charles Carson      | Lord Dymchurch    |
| Gordon McLeod       | Inspecteur        |
| Denis Cowles        | Philip Couls      |
| Langley Howard      | Klerk             |
| Quentin McPhearson  | Angus             |
| Margaret Rutherford | Huishoudster      |